# Dušan Bukovac
Dušan Bukovac (* 13. Januar 1957) ist ein Spielervermittler und ehemaliger Fußballspieler. Als Spieler war er unter anderem für Sporting Lissabon und in der 2. Bundesliga für den OSC Bremerhaven aktiv.
Bekannt als Spielerberater wurde er spätestens durch den im Fußball wohl einmaligen „Rentenvertrag“, den er für seinen Klienten Krassimir Balakow mit Gerhard Mayer-Vorfelder, dem damaligen Präsidenten des VfB Stuttgart, aushandelte. Durch diesen Vertrag konnte Balakow unbefristet eine Option ziehen, die seinen Vertrag (Geschätztes Jahresgehalt: 3 Mio. Euro) so lange um jeweils ein Jahr verlängerte, wie ihn ein beliebiger Arzt für tauglich erklärte, Fußball zu spielen. Dieser Vertrag wurde schließlich erst beendet, als Bukovac, dem die Verantwortlichen des VfB mit einer Klage gegen den „Rentenvertrag“ drohten, für den damals 36-jährigen Balakow einen Vertrag als Trainerassistent des VfB mit einem geschätzten Jahresgehalt von über 1 Mio. Euro aushandelte.
Durch den erworbenen Ruf als harter Verhandlungspartner wurde er zum beliebten Druckmittel vieler Fußballspieler, zum Beispiel Timo Hildebrand, für den Bukovac bereits 2005 einen Zweijahresvertrag aushandelte. Auch Felix Magath bediente sich der Dienste von Bukovac: Nachdem er 2003 mit dem VfB Stuttgart Vizemeister wurde, beauftragte er Bukovac, für ihn um einen Vertrag beim damals trainerlosen FC Schalke 04 zu verhandeln, um im Zuge der Verhandlungen um einen neuen Vertrag beim VfB Druck auf dessen Vereinsführung ausüben zu können. Der Vertrag bei Schalke kam schließlich nicht zustande. So blieb Magath ein weiteres Jahr mit einem deutlich höheren Jahresgehalt in Stuttgart. Rudi Assauer erklärte daraufhin, dass ihm die Verhandlungsmethoden von Bukovac „sehr gefährlich“ vorkämen.